# Rochówek
Rochówek – wieś w Polsce położona w województwie łódzkim, w powiecie łęczyckim, w gminie Grabów.
W latach 1975–1998 miejscowość należała administracyjnie do województwa konińskiego.
Rochówek położony jest nad rzeką Rgilewką. Obecnie wieś jest słabo zaludniona. Najbliżej położone miejscowości to Stara Sobótka, Nowa Sobótka, Kotków, Radzyń i Rochów oraz sołectwo Wygorzele.
Wieś królewska (dzierżawa Sobótka, wł. Franciszek Jerzmanowski) zasiedlona przez osadników holenderskich w 1783 r. W 1789 r. liczyła 12 domów i 81 mieszkańców. W 1888 r. miała 15 domów, 126 mieszkańców i 355 morgów pszennej ziemi.
Duża wieś rzędowo-ulicowa położona na północny zachód od Sobótki. Zagrody rozciągają się po obu stronach asfaltowej drogi biegnącej przez osadę z północnego zachodu ku południowemu wschodowi.
Krajobraz kulturowy typowy dla osadnictwa holenderskiego przekształcony. Brak przykładów tradycyjnej architektury związanej z osadnikami.
W miejscowości znajduje się cmentarz ewangelicki. 